# Liste der Naturdenkmale in Hofheim am Taunus
Die Liste der Naturdenkmale in Hofheim am Taunus nennt die im Gebiet der Stadt Hofheim am Taunus im Main-Taunus-Kreis in Hessen gelegenen Naturdenkmale.
| Bild                          | Bezeichnung                                       | Ortsteil, Lage                                         | Beschreibung | Art                        | Nr. |
| ----------------------------- | ------------------------------------------------- | ------------------------------------------------------ | --- | -------------------------- | --- |
| Fotos hochladen               | Schillereiche in Hofheim                          | Hofheim 50° 5′ 45,2″ N, 8° 26′ 12,7″ O                 | Die „Schillereiche“ wurden nach einer Festveranstaltung der Stadtverwaltung im Jahre 1859 im „Weißen Roß“ zur Erinnerung an den 100-jährigen Geburtstag des großen Dichters Friedrich Schiller gepflanzt und dabei eine Urkunde niedergelegt.                   | Einzelbaum                 | 1   |
| BW                            | Lönseiche in Hofheim                              | Hofheim 50° 6′ 25″ N, 8° 26′ 26,2″ O                   | Die bis weit in das Maintal erkennbare „Lönseiche“ überragte schon zum Zeitpunkt ihrer Unterschutzstellung die sie umgebenden Bäume beträchtlich. Sie erinnert an den Schriftsteller Hermann Löns.                                                              | Einzelbaum                 | 2   |
| mehr Fotos \| Fotos hochladen | 5 alte Eichen in Hofheim                          | Hofheim 50° 5′ 45,5″ N, 8° 26′ 13,1″ O                 | Die sehr alten Eichen heben sich wegen ihres kräftigen Wuchses aus dem Eichenbestand auf dem Kapellenberg hervor. Zur Erhaltung waren umfangreiche Pflegeschnitte notwendig. Heute sind nur noch zwei Bäume vorhanden, drei wurden in der Zwischenzeit gefällt. | Baumgruppe                 | 3   |
| mehr Fotos \| Fotos hochladen | Schillerlinde in Wallau                           | Wallau, Friedhof Wallau 50° 3′ 39,7″ N, 8° 22′ 21,9″ O | Der älteste und größte Baum auf dem Wallauer Friedhof besitzt eine mächtige Krone. Er wurde am 10. November 1859 durch Bürgermeister Johann Georg Schleicher zum 100. Geburtstag von Friedrich Schiller gepflanzt.                                              | Einzelbaum                 | 23  |
| Fotos hochladen               | Eiche in Diedenbergen                             | Diedenbergen 50° 3′ 45″ N, 8° 25′ 9″ O                 | Der große Einzelbaum mit prächtiger Krone wurde 1858 anlässlich der Konfirmation des späteren Bürgermeisters Heinrich Müller gepflanzt. | Einzelbaum                 | 24  |
| Fotos hochladen               | Linde an der Brücke über dem Wickerbach in Wallau | Wallau 50° 3′ 50,9″ N, 8° 22′ 24,9″ O                  | Die prächtige Sommerlinde an der Brücke über dem Wickerbach wurde 1894 vom örtlichen Bienenzuchtverein gepflanzt. Mit ihrer prächtigen Krone prägt sie das Ortsbild.                                                                                            | Einzelbaum                 | 25  |
| BW                            | Kaiserlinde in Wildsachsen                        | Wildsachsen 50° 6′ 56,2″ N, 8° 21′ 41,4″ O             | Der im Jahre 1901 anlässlich des Jubiläums „200 Jahre Königreich Preußen“ gepflanzte Baum prägt von Breckenheim/Langenhain kommend den Ortseingang von Wildsachsen.                                                                                             | Einzelbaum                 | 27  |
| BW                            | Galgenkippel (2 Robinien) in Diedenbergen         | Diedenbergen 50° 4′ 4,1″ N, 8° 24′ 52,9″ O             | Bis etwa Anfang des 18. Jahrhunderts befand sich hier der Galgen. Die beiden Robinien auf dem Hügel wurden wohl wegen ihrer bizarren Wuchsformen bereits zur Jahrhundertwende auf Postkarten dargestellt.                                                       | Baumgruppe                 | 28  |
| BW                            | Schilfwiesen am Lotzenbach in Wildsachsen         | Wildsachsen 50° 6′ 35,6″ N, 8° 21′ 43,2″ O             | Schutzziel ist der Erhalt der Hochstaudenfluren und Röhrichte auf den nicht oder nur extensiv genutzten Feucht- und Naßwiesen. | Flächenhaftes Naturdenkmal | 32  |
| BW                            | 2 Eichen am Totenkopf in Hofheim                  | Hofheim 50° 6′ 33,8″ N, 8° 27′ 40,9″ O                 | Die beiden Eichen gleichen durch ihre breiten Kronen einem Torbogen über der Straße und prägen weithin sichtbar das Landschaftsbild. | Baumgruppe                 | 34  |
| BW                            | Die beiden Pappeln im Schweigert in Hofheim       | Hofheim 50° 6′ 24,5″ N, 8° 26′ 54″ O                   | Die beiden 1940 von Johann Uhrig aus Zeilsheim gepflanzten Schwarzpappeln überragen mit ihrer hohen Wuchsform weithin sichtbar die Obstbaum- und Gartenlandschaft. Sie sind prägendes Element der Bauerlöcher Wiesen.                                           | Baumgruppe                 | 36  |
| BW                            | Speierling am Lieser Weg in Hofheim               | Hofheim 50° 5′ 58,2″ N, 8° 26′ 52,4″ O                 | Einer der mächtigsten Speierlingsbäume zwischen Hofheim und Kelkheim überragt durch seinen stattlichen Wuchs die umgebenden Obstbäume und bildet somit einen markanten Punkt am Steinberg.                                                                      | Einzelbaum                 | 37  |
| BW                            | Nussbaum im Schweigert in Hofheim                 | Hofheim 50° 6′ 19,4″ N, 8° 26′ 58,9″ O                 | Der Walnussbaum weist ein sehr hohes Alter und eine besonders kräftige Wuchsform mit einem Kronendurchmesser von mehr als 25 m auf. Er überragt die gesamten Obstbaumkulturen im Schweigert in Hofheim.                                                         | Einzelbaum                 | 38  |
| BW                            | Eiche auf der Heide in Hofheim                    | Hofheim 50° 6′ 43,3″ N, 8° 27′ 23,6″ O                 | Prächtiger prägender Solitärbaum auf dem Golfplatzgelände Hof Hausen vor der Sonne. | Einzelbaum                 | 39  |
| Fotos hochladen               | Grauer Stein am Cohausen-Tempel in Hofheim        | Hofheim 50° 5′ 40,4″ N, 8° 26′ 1,2″ O                  | Der Graue Stein am Cohausen-Tempel ist ein Taunusquarzit, der durch tertiäre Verwitterung und quartäre Freilegung entstanden ist und später vermutlich als Menhir an seinen jetzigen Platz gebracht wurde.                                                      | Felsformation              | 40  |
| BW                            | Die 3 Eichen im Domherrnwald in Langenhain        | Langenhain 50° 7′ 17″ N, 8° 23′ 47,4″ O                | Die 3 Eichen dicht nebeneinander am Wegrand. Durch ihr hohes Alter und ihre markante Position heben sie sich von dem restlichen Waldbestand hervor. | Baumgruppe                 | 41  |
| Fotos hochladen               | Elsbeere am Lorsbacher Bahnhof in Lorsbach        | Lorsbach 50° 6′ 53,2″ N, 8° 25′ 25,4″ O                | Etwa 170 Jahre alter prächtiger Solitärbaum unmittelbar am Lorsbacher Bahnhof. | Einzelbaum                 | 46  |
| Fotos hochladen               | Kastanie in der Rheingaustraße in Marxheim        | Marxheim 50° 4′ 50,2″ N, 8° 26′ 18,9″ O                | Ortsbildprägender, weithin sichtbarer Einzelbaum innerhalb der geschlossenen Ortslage von Marxheim. | Einzelbaum                 | 47  |

## Belege
1. ↑  
Naturdenkmale im Main-Taunus-Kreis (Stand September 2014). (pdf; 18,8 MB) in Umweltbericht Main-Taunus-Kreis 2014. Main-Taunus-Kreis; Der Kreisausschuss; Amt für Bauen und Umwelt, September 2014, S. 30–32, archiviert vom Original (nicht mehr online verfügbar) am 21. April 2016; abgerufen am 17. April 2016.
2. ↑  
Naturdenkmale in Hessen. (pdf; 405 kB) Anlage zu Kleine Anfrage der Abg. Ursula Hammann (BÜNDNIS 90/DIE GRÜNEN) vom 15.04.2011 betreffend Biotopverbund Teil 2 und Antwort der Ministerin für Umwelt, Energie, Landwirtschaft und Verbraucherschutz. Hessischer Landtag, 22. Juni 2011, S. 39–43, abgerufen am 4. Februar 2016.
3. ↑  Heimatkunde Wildsachsen in Mein Buch von Langenhain & Wildsachsen, 2. Auflage 2016, S. 11. (altes Foto)

- Karte mit allen Koordinaten:
- OSM |
- WikiMap